# Excellent (Schiff)
Die Excellent ist ein 1998 in Dienst gestelltes Fährschiff der italienischen Reederei Grandi Navi Veloci. Sie wird unter anderem auf der Strecke von Genua nach Palermo, Sète, Barcelona und Tanger eingesetzt.

## Geschichte
Die Excellent entstand unter der Baunummer 1206 in der Werft von Nuovi Cantieri Apunia in Marina di Carrara und wurde am 23. Mai 1998 an Grandi Navi Veloci abgeliefert. Die Indienststellung erfolgte am 10. Juni auf einer Kurzreise zu Werbezwecken von Israel nach Zypern. Am 25. Juni nahm das Schiff schließlich den regulären Fährdienst von Genua nach Olbia auf.
Im April 2000 wurde die Excellent von der Partei Forza Italia für Wahlkampfreisen zu verschiedenen italienischen Städten gechartert. Angelaufen wurden hierbei die Häfen von Genua, Livorno, Neapel, Reggio Calabria, Catania, Bari, Pescara, Ancona, Rimini und Venedig.
Im Laufe ihrer Karriere stand die Fähre auf verschiedenen Routen im Einsatz. Seit 2012 bedient sie die Strecke von Genua nach Sète, Barcelona und Tanger.
Am 31. Oktober 2018 kollidierte die Excellent im Hafen von Barcelona bei stürmischen Wetter mit der Kaimauer und rammte hierbei einen Containerkran, der daraufhin umstürzte. Durch mit Gefahrgut geladene Container entstand ein Brand am Terminal. Der Bug des Schiffes wurde beim Vorfall beschädigt. Menschen kamen nicht zu Schaden.